# Houplines
Houplines település Franciaországban, Nord megyében. Lakosainak száma 7907 fő (2022. január 1.). Houplines Le Bizet, Armentières, La Chapelle-d’Armentières, Frelinghien, Pérenchies és Prémesques községekkel határos.

## Népesség
A település népességének változása:
| Lakosok száma | 7870 | 7888 | 7952 | 7805 | 7770 | 7782 | 7870 | 7897 | 7907 |
|               | 2013 | 2015 | 2016 | 2017 | 2018 | 2019 | 2020 | 2021 | 2022 |